# غرغعليآباد (مقاطعة دلفان)
غرغعليآباد (بالفارسية: گرگ‌علی‌آباد) هي قرية تقع في قسم ميربغ الشمالي الريفي (مقاطعة دلفان) في إيران. يقدر عدد سكانها بـ 68 نسمة بحسب إحصاء 2016.